# Некропола Павловића (Пале)
Некропола Павловића је некропола стећака која се налази у насељу Горње Пале на територији општине Пале. Некропола се налази у непосредној близини утврђења Градина. Некропола је из периода, владавине средњовјековне српске породице Павловић, а састоји се од 13 стећака.

## Изглед и положај
Највећи стећак сљемењак-саркофаг је дуг два метра, а висок око 80 центиметара. Неколико стећака, између осталог и највећи су помјерени са првобитне локације. Највећи стећак је урађен прецизно, и по начину његове израде као и по самим димензијама, може се закључити да је најмлађи, а да је испод њега сахрањена веома битна личност, можда и господар утврђења Градине. Поред највећег стећка, налази се један стећак - сљемењак који има четири кровне плохе. Овај стећак, је нешто мањих димензија и на први поглед стећак изгледа лијепо а претпоставља се да је испод њега сахрањена жена. Према самом положају стећка, дало би се закључити, да су испод највећег и овог стећка, сахрањени муж и жена, локални властодршци.
Осим да је Градина припадала властелинској породици Павловића није познато име њеног господара, па ни мала некропола лијепих надгробних каменова до данас готово непозната не говори својим присуством ништа друго већ да у њеном окриљу леже многи господари овог краја и града. Један стећак, који се налази изнад кућа Јовановића у такозваном Кршу није довршен, а тесан је у другој половини 15. вијека.
На подручју општине Пале установљен је велики број стећака, има их преко 2000 и груписани су у 99 некропола. Ову некрополу као и многе друге је потребно заштитити и уредити јер представља велико културно насљедство општине Пале, као и саме Републике Српске.